# Edgware (metrostation)
Edgware is een station van de metro van Londen aan de Northern Line. Het metrostation, dat in 1924 is geopend, ligt in de wijk Edgware. Dit station moet niet verward worden met twee andere stations Edgware Road (District Line) en Edgware Road (Bakerloo Line).

## Geschiedenis

### Underground Group
Het station werd geopend op 18 augustus 1924 als het eindpunt van de verlenging van de westtak van de Charing Cross, Euston & Hampstead Railway (CCE & HR) ten noorden van Golders Green door de Underground Group. Ondanks dat het al sinds 1867 een treinstation had van de London and North Eastern Railway (LNER), was Edgware in 1924 nog steeds een dorp. Het nieuwe metrostation werd gebouwd aan de noordrand van het dorp in open velden en, zoals beoogd, leidde de nieuwe lijn tot een snelle groei van het aantal woningen rond de nieuwe stations. Rond 1930 waren de vroegere landerijen omgezet in woonwijken. Het metrostation ligt vrijwel op de plaats die bedoeld was voor het ongebouwde station aan de Watford and Edgware Railway (W&ER). Deze lijn zou aftakken van de LNER en dan via Bushey naar Watford Junction lopen. In de plannen van de metro is ook uitgegaan van een verdere verlenging naar het noorden zij het tot Bushey Heath. In het station is al rekening gehouden met een doortrekking naar het noorden door ten noorden van het perron al een tunnelportaal te bouwen zonder dat de tunnel erachter al werd aangelegd. Het toekomstige tracé, Campbell Croft – Shelley Croft – Sterling Avenue, werd eveneens vrij gehouden. De grond voor het tracé was al grotendeels in de 19e eeuw gekocht door de W&ER, maar de bouwvergunning was in 1911 verlopen nadat W&ER de bekostiging niet rond kreeg. De Underground Group kocht de W&ER, en daarmee de grond, in 1922. De Underground wilde de lijn door trekken vanaf haar eigen station en schrapte de aparte aansluiting op de LNER.

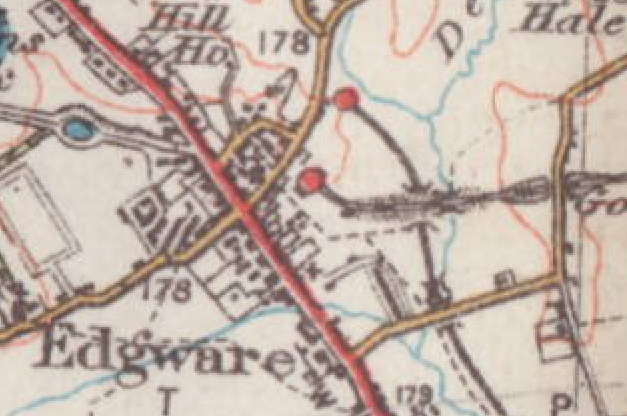
De kaart uit 1930 met het LNER station en iets noordelijker het metrostation.
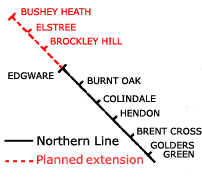
De metroplannen ten noorden van Edgware.
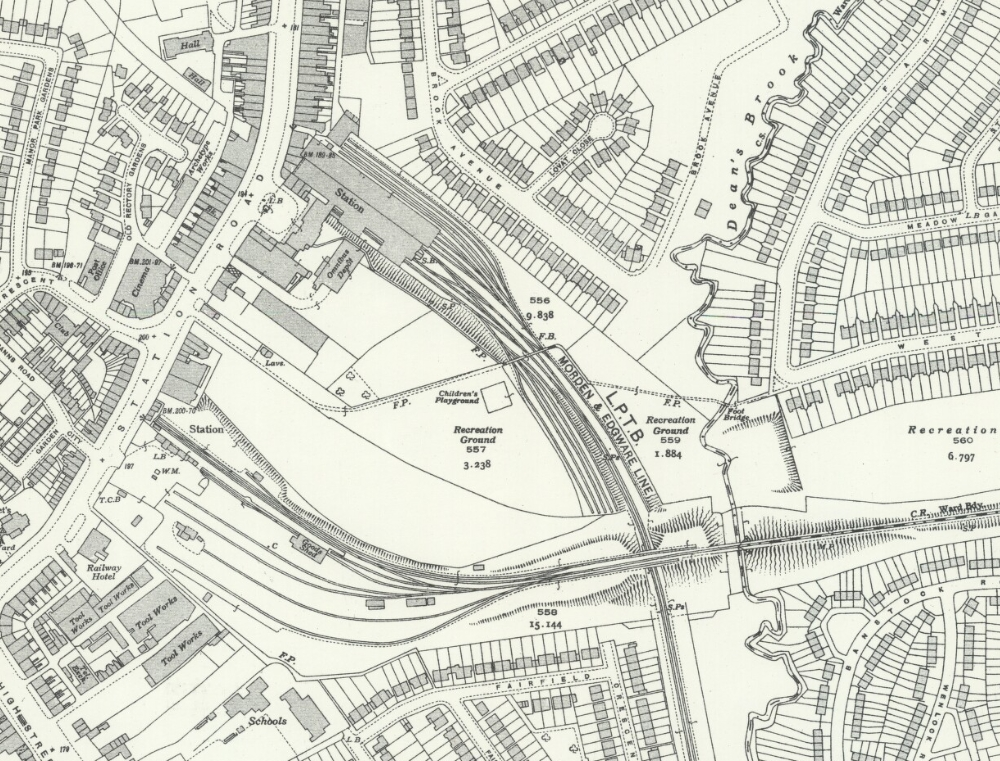
De situatie in 1937

### New Works Programme
In 1933 werd het OV in Londen genationaliseerd in de London Passenger Transport Board, kortweg London Transport, dat de lijn omdoopte in Edgware Morden Line. De uitvoering van de verlenging kwam in beeld in het kader van het New Works Programme van London Transport uit 1935. Dit omvatte twee projecten:
- De verlenging van de metro ten noorden van Edgware.
- Het Northern Heights-project, de overname en integratie van de voorstadslijnen van LNER in de metro.

Beide projecten betekenden ingrijpende wijzigingen rond Edgware. De overname van de voorstadslijnen van LNER betekende ook het samenvoegen van de stations bij Edgware waarbij de lijn uit Mill Hill ook in het metrostation zou komen. Zodoende zouden er twee metroroutes tussen Edgware en de stad beschikbaar komen. De start van het Northern Heights-project was aanleiding om de hele lijn in 1937 Northern Line te noemen aangezien deze het heuvelland ten noorden van Londen zou aansluiten op de metro. De verlenging van de metro met 5 kilometer ten noordwesten van Edgware omvatte een nieuw depot bij Aldenham en drie nieuwe stations:
- Brockley Hill
- Elstree South
- Bushey Heath

De nieuwe verbinding bij Edgware en de andere tussen LNER en de ondergrondse sporen bij East Finchley en Finsbury Park zou het theoretisch mogelijk hebben gemaakt om via drie routes zuidwaarts van Edgware naar het centrum van Londen te reizen:
- De bestaande metrolijn naar Golders Green, Camden Town en verder
- De voormalige LNER-lijn naar Finchley Central en Highgate, vervolgens de andere tak van de Morden-Edgware-lijn naar Camden Town en verder
- De voormalige LNER-lijn naar Finchley Central, Highgate en Finsbury Park en vervolgens de Northern City Line naar Moorgate en verder

### Tweede Wereldoorlog
De werkzaamheden om de lijnen van de LNER te elektrificeren en om te bouwen tot metro begonnen in 1937. Aan de noordkant werd bij Brockley Hill begonnen met de bouw van een viaduct voor de metro en het nieuwe station aldaar. In 1939 werd begonnen met de bouw van extra perrons bij Edgware in verband met de extra diensten via Mill Hill, hierbij werd ook de reizigersdienst naar het LNER station beëindigd. Het uitbreken van de Tweede Wereldoorlog betekende dat de geldkraan werd dichtgedraaid en de bouw werd stopgezet nadat op 14 april 1940 de metrodienst naar High Barnet van start ging. Het enige stuk dat nog werd afgebouwd was het deel tussen Mill Hill East en Finchley Central ten behoeve van de kazerne bij Mill Hill East. Op dat moment waren al enkele grondwerken verricht en een aantal tunnels en bovengrondse constructies gebouwd, maar tijdens de oorlog werden er geen verdere werkzaamheden verricht.

### Eindpunt
Na de oorlog werden de schaarse middelen ingezet om de oostelijke verlenging van de Central Line te voltooien, bovendien werd een groene gordel rond Londen ingesteld wat vanaf 1947 betekende dat er geen nieuwbouw ten noorden van Edgware kon komen en de toekomstige stations zonder klanten werden afgelazen. Op 9 februari 1954 werden de plannen formeel ingetrokken. Het LNER station werd nog tot in de jaren 60 gebruikt voor goederenvervoer.

### Ongeval
Op 27 juli 1946 vond in Edgware een ongeval plaats toen een metrobestuurder, James Lofting, een hartaanval kreeg bij het binnenrijden van het station. De trein stopte niet langs het perron en reed met ongeveer 8 km/u tegen het stootblok. Onder de reizigers vielen slechts licht gewonden maar Lofting stierf als gevolg van zijn hartfalen voordat hij uit het wrak kon worden bevrijd. Uit onderzoek bleek dat Lofting de dodemansknop had uitgeschakeld terwijl de metro nog reed. De omstandigheden van dit ongeval waren vergelijkbaar met dat van Moorgate in 1975.

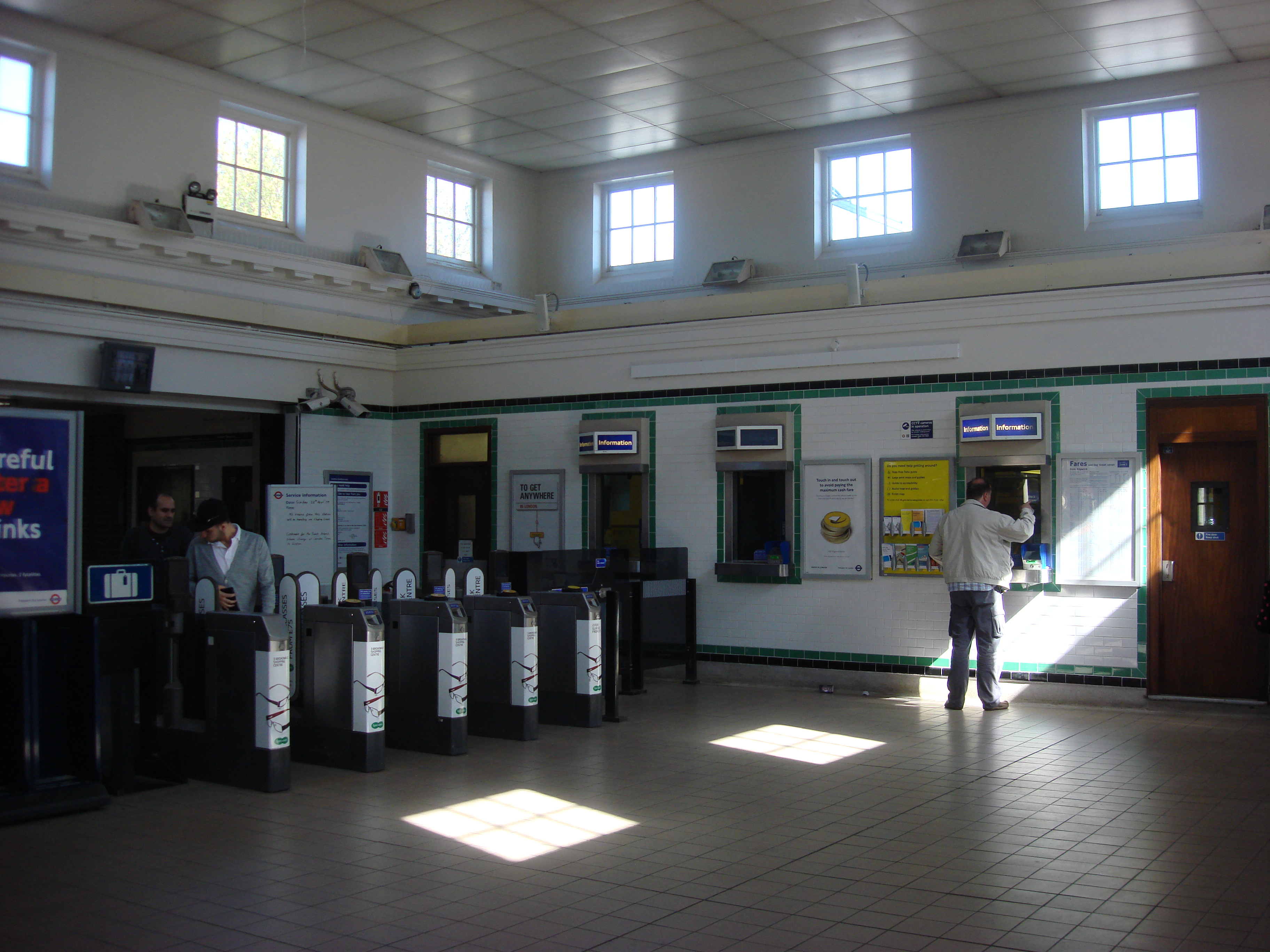
De stationshal.
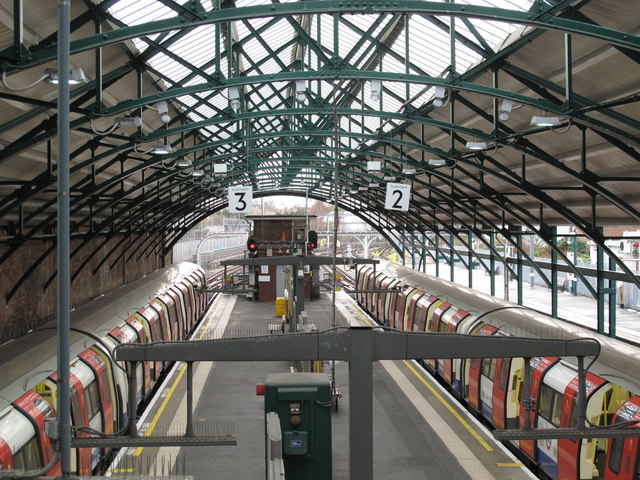
De perronhal.
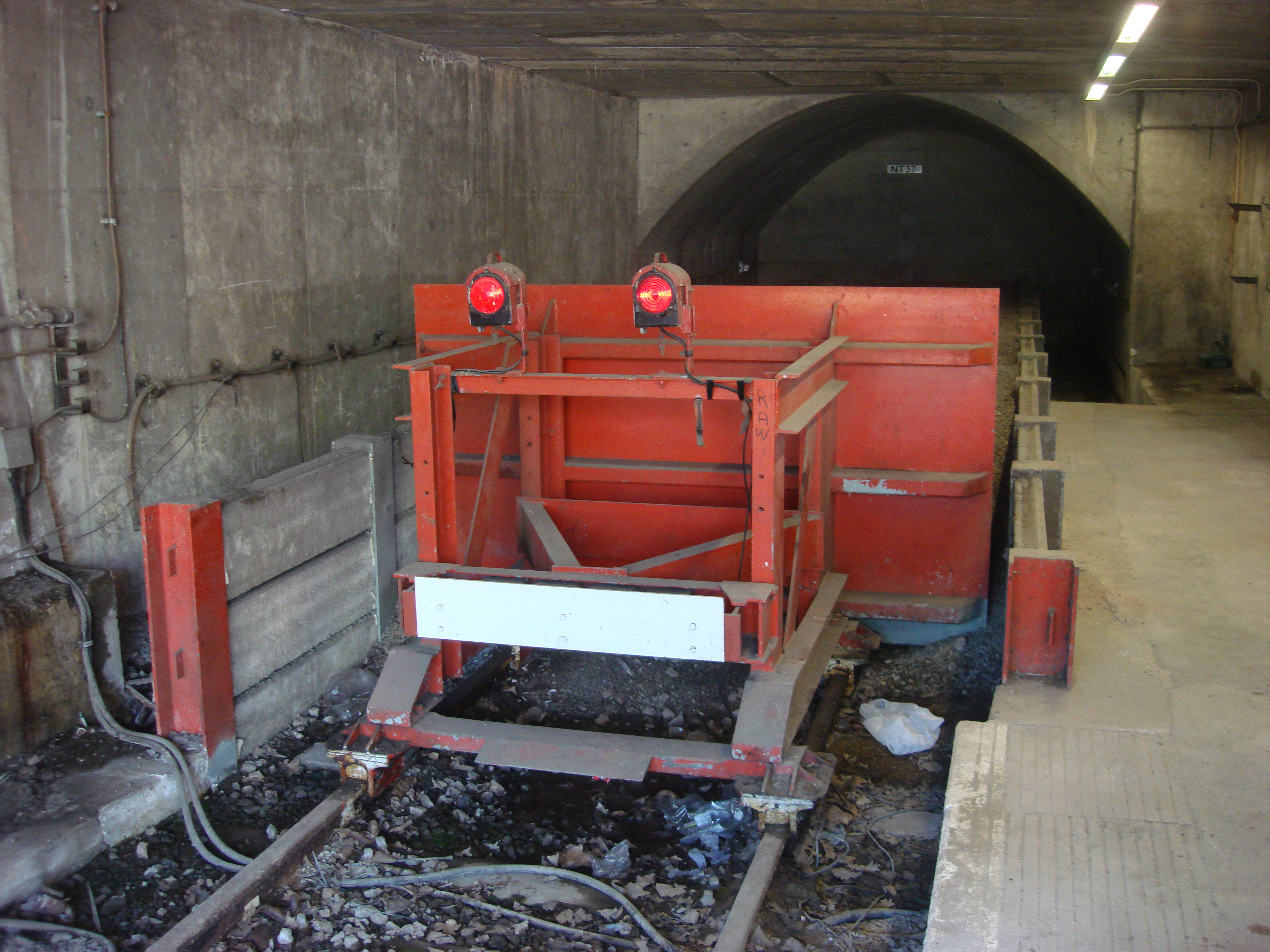
Een van de stootblokken voor het tunnelportaal.

## Ligging en inrichting
Het station ligt aan Station Road, Edgware (A5100), een zijstraat van de High Street A5 die naar het noordoosten loopt. Het station ligt ongeveer 500 meter van de A5 en heeft een plein met een voorrijlaan voor wegbrengers en ophalers. Tussen het station en de High Street ligt een winkelcentrum op de plaats van het voormalige LNER station. Aan de oostkant van het winkelcentrum ligt een busgarage en het busstation ligt naast het station aan de kant van het winkelcentrum. Het stationsgebouw werd ontworpen door architect Stanley Heaps in dezelfde stijl als de andere stations langs het tracé Edgware – Golders Green. Net als bij die andere stations kent de indeling hier ook een loopbrug tussen de stationshal en het eilandperron. Edgware kent echter wel een perronhal boven het eilandperron en een zijperron aan de kant van het stationsgebouw. In 2008-2009 is een tweede loopbrug gebouwd ten behoeve van rolstoelgebruikers, deze loopbrug is via liften verbonden met de perrons. Aan de noordoost kant ligt een opstelterrein en een loods voor metrostellen.

## Fotoarchief
- London Transport Museum Photographic Archive
  - De bouwplaats in 1922 voor het begin van de werkzaamheden. Het bord kondigt het toekomstige station aan.
  - Het station in september 1924, kort na de opening
  - De perronhal en opstelsporen in 1925
  - Luchtfoto uit 1926. Nog onbebouwd terrein en de LNER sporen op de achtergrond haaks op de metro.
  - De stationshal in 1927
- Lost Lines Afbeeldingen rond de plannen bij station Edgware